# Albert Friehe
Willy Gustav Albert Friehe (* 13. Juli 1904 in Mölme; † 5. April 1956 in Langendamm) war neun Jahre lang Bürgermeister von Bückeburg, der damaligen Landeshauptstadt von Schaumburg-Lippe, rassepolitischer Aktivist der NSDAP und Verfasser mehrerer im Dritten Reich weit verbreiteter Bücher über Vererbungslehre und Eugenik („Rassehygiene“).

## Lebensweg
Albert Friehe war der Sohn eines „Erbhofbauers“. Er besuchte die Dorfschule in Mölme bei Hildesheim, danach bis 1921 die Höhere Landwirtschaftsschule in Hildesheim, wo er die Mittlere Reife erlangte. An der Oberrealschule in Braunschweig legte er 1924 das Abitur ab. Im selben Jahr wurde Friehe Mitglied des Bismarck-Bundes, der der DNVP nahestand. Er trat zum 7. September 1925, mit 21 Jahren, in die NSDAP ein (Mitgliedsnummer 18.097), zudem war er von 1925 bis 1931 auch Mitglied der SA. Nach dem Abitur arbeitete er ein Jahr lang auf dem väterlichen Bauernhof mit und nahm dann ein Studium der Geschichte, Volkswirtschaft, politischen Geographie und Biologie auf. Er wollte eigentlich an der Universität Marburg promovieren, überwarf sich aber aus politischen Gründen mit seinem vorgesehenen Doktorvater. Sein zweites Dissertationsvorhaben bei dem Rassentheoretiker Hans F. K. Günther in Jena musste er nach eigener Darstellung aufgeben, weil Günther die Prüfungsberechtigung entzogen worden sei. Friehe gab sein Studium daraufhin ohne formalen Abschluss auf. 1926 beteiligte er sich an der Gründung der NSDAP-Ortsgruppe Tübingen. 1928 wurde er Mitarbeiter beim Völkischen Beobachter, am 1. September 1931 Redakteur der Jugendbeilage zur „Nationalsozialistischen Landpost“ (NS-Landpost). Friehe führte im Juli 1931 einen nationalsozialistischen Bauernschulungskurs in Wabern durch, der aus Sicht seiner Partei so erfolgreich war, dass der spätere „Reichsernährungsminister“ (Reichsminister für Ernährung und Landwirtschaft), Walther Darré, ihn daraufhin mit der Durchführung ähnlicher Kurse im ganzen Deutschen Reich beauftragte und ihn im Januar 1932 zum Fachreferenten der NSDAP für das bäuerliche Bildungswesen ernannte. 1932 war Friehe Fachbearbeiter für bäuerliches Schulungswesen im Amt für Agrarpolitik der NSDAP. Friehe war Kandidat der NSDAP bei beiden Reichstagswahlen des Jahres 1932, im Juli und im November 1932. Nach der nationalsozialistischen „Machtergreifung“, im Sommer 1933, leitete er einige Monate lang das Gauschulungsamt in Sachsen, dann wurde er Landesobmann der Landesbauernschaft Westfalen. 1935 erschien sein Buch „Was muss der Nationalsozialist von Vererbung wissen?“ im Verlag Moritz Diesterweg in erster Auflage.
Der seit der Kaiserzeit amtierende deutschnationale Bürgermeister von Bückeburg, Karl Wiehe, wurde 1935 entmachtet, nachdem er sich für den Schutz Bückeburger Juden eingesetzt hatte. Wiehes Nachfolger als Bürgermeister Bückeburgs, der damaligen Landeshauptstadt von Schaumburg-Lippe, wurde Albert Friehe. Er tat sich dadurch hervor, dass er politische Gegner und Juden drangsalieren ließ. Während der Deportation der Bückeburger Juden plante Friehe die Umnutzung des Gebäudes der alten Synagoge in Bückeburg als Heeresmusikschule. Friehe widmete sich intensiv dem Thema der „Rassenhygiene“. Im März 1936 wurde z. B. in Bückeburg die Ausstellung „Erbgut und Rasse im deutschen Volk“ eröffnet. In Friehes neunjähriger Amtszeit wurden mehr als 60 Einwohner Bückeburgs verfolgt und die meisten von ihnen umgebracht. Friehe war Leiter der „Arbeitsgemeinschaft für biologisch-dynamische Wirtschaftsweise“ in Bückeburg.
Am 17. Mai 1945 wurde Friehe verhaftet und kam in Staumühle in Internierungshaft, aus der er wegen seines Gesundheitszustands – er litt an Tbc – im Dezember 1945 entlassen wurde. Am 21. August 1948 beantragte er bei der Stadt Bückeburg „die Durchführung eines Entnazifizierungsverfahrens gegen mich“ und legte Berufung gegen die mit Wirkung vom 21. Dezember 1945 auf Weisung der englischen Besatzungsmacht durch den Landrat ausgesprochene Amtsenthebung ein. Mit Bescheid vom 20. April 1950 wurde Friehe in Kategorie III als „Minderbelasteter“ eingestuft. Friehes Widerspruch und die veränderte Rechtslage führten 1952 zu seiner Einstufung in Kategorie IV („Mitläufer“). Von 1948 an war Friehe beruflich als Zeitungswerber für die Deutsche Bauernzeitung und anschließend als freier Werbeberater der pharmazeutischen Fabrik Dr. med. Friedrich Hey in Bückeburg tätig, bis er 1952 aus gesundheitlichen Gründen aus dem Arbeitsleben ausschied.

## Familie
Friehe war seit dem 13. April 1936 mit Elisabeth Temming verheiratet. Aus der Ehe gingen die Kinder Albert (* 22. Februar 1937), Eckhardt (* 22. April 1939), Helgard (* 23. Juli 1944) und Norbert (* 13. Januar 1951; † November 2007) hervor.

## Publikationen (Auswahl)
- Was muß der Nationalsozialist von der Vererbung wissen? Die Grundlagen der Vererbung und ihre Bedeutung für Mensch, Volk und Staat. Verlag M. Diesterweg, Frankfurt am Main, 1934 (th-hoffmann.eu/archiv PDF, oder archive.org).
- Wat ieder van de erfelijkheid weten moet : de grondslagen der erfelijkheid en hun beteekenis voor mensch en volk. Volksche Uitg. Westland, Amsterdam 1943 (niederländische Übersetzung von: „Was muss der Nationalsozialist von der Vererbung wissen?“ geheugen.delpher.nl).
- Was muß die deutsche Jugend von der Vererbung wissen? Die Grundlagen der Vererbung und ihre Bedeutung für Mensch, Volk und Staat. Verlag M. Diesterweg, Frankfurt am Main, 1935, Schulausgabe der Schrift: „Was muß der Nationalsozialist von der Vererbung wissen?“
- Was muß der Nationalsozialist von der Vererbung wissen? Frankfurt a. M., Diesterweg 1935.
- Was die deutsche Jugend von der Vererbung wissen muß! Frankfurt a. M., Diesterweg, 1943.
- Was jeder Deutsche von der Vererbung wissen muß! Die Grundlagen der Vererbung und ihre Bedeutung für Mensch und Staat Verlag M. Diesterweg, Frankfurt am Main, 1943
- Nationalsozialistische Bauernschulungskurse. Ihre Aufgaben und Richtlinien für ihre Durchführung (= Bibliothek für Bildungsgeschichtliche Forschung. [BBF] 97). 1333.